# Гужон, Ивон
Иво́н Гужо́н (фр. Yvon Goujon; род. 21 января 1937, Лорьян, Франция) — французский футболист, полузащитник, футбольный тренер.

## Карьера
Начинал свою взрослую карьеру в «Сент-Этьене», вместе с которым принимал участие в еврокубках. Позднее выступал за другие команды Лиги 1. На протяжении нескольких лет Гужон вызывался в расположение сборной Франции, за которую он провел 11 матчей и забил шесть мячей.
Завершив свою карьеру в «Ангулеме», Гужон сразу перешел на ее тренерский мостик. В сезоне 1969/70 начинающий специалист в паре с Мохамедом Лекаком привел клуб к четвертому месту в чемпионате и выходу в еврокубки. Это результат является наивысшим в его истории. Затем Гужон возвращался в «Ангулем», а также пробовал свои силы в других коллективах. С 1986 по 1987 годы француз являлся наставником сборной Конго.

## Достижения

### Футболиста
- Чемпион Франции (1): 1956/57.
- Обладатель Суперкубка Франции (1): 1957.
- Финалист Кубка французской лиги (1): 1964.

### Тренера
- Бронзовый призер Кубка УДЕАК (1): 1986.
- Бронзовый призер Центральноафриканских игр (1): 1987.